# Elena Guerra
Elena Guerra, O.S.S. (Lucca, 23 de junho de 1835 — Lucca, 11 de abril de 1914), foi uma religiosa italiana, professora e fundadora da congregação das Irmãs Oblatas do Espírito Santo (chamada de Santa Zita). Ela foi beatificada pelo Papa João XXIII em 1959 e canonizada em 2024 pelo Papa Francisco.

## Biografia
Elena Guerra, após viver várias experiências típicas do laicato católico, como o cuidado com os doentes e o catecismo de crianças, ela decidiu se dedicar a uma vida religiosa mais intensa.
Em 1882, ela fundou uma comunidade de mulheres leigas na vida ativa de Lucca, dedicada à educação das meninas e dedicado a Santa Zita, padroeira da cidade. Era uma comunidade sem votos, uma associação de voluntários dedicados ao ensino. Mais tarde, a instituição será reconhecida pela Igreja Católica como uma congregação religiosa. Com a sua comunidade, Santa Elena Guerra já tinha alguns problemas e conflitos, mas sentia-se mais e mais chamada para difundir a devoção ao Espírito Santo.
A propagação naqueles anos de práticas espíritas e anticlericalismo do estado italiano empurrou Elena Guerra a publicar dezenas de pequenos livretos e convenceu-a de ir diretamente ao Papa Leão XIII, a fim de que a Igreja a redescobrisse a ação e o operar do Espírito Santo.
Ela também pedia que fosse rezado diariamente o Rosário do Espírito Santo.

### Contatos com o Papa
Elena Guerra permaneceu durante toda a sua vida em Lucca, sua terra natal, com exceção de duas viagens a Roma. Depois de suas cartas, o Papa Leão XIII escreveu três artigos sobre o Espírito Santo:
- A Carta Apostólica Provvida Matris Charitate;
- A Encíclica Divinum illud munus;
- A Carta aos Bispos Ad fovendum in Cristiano populo.

O breve Provvida Matris Charitate de 5 de maio de 1895, a encíclica Divinum Illud Munus de 9 de maio de 1897 e a exortação Ad fovendum in Cristiano populo de 1902 são a resposta do papa e representam um momento importante no desenvolvimento da doutrina católica sobre o Espírito Santo.

### Contrastes na Congregação
Em Lucca, no entanto, as irmãs não partilharam o seu projeto. Isto levou à demissão dela como Madre Geral. Elena aceitou a decisão, mas, apoiado pelas irmãs fiéis, continuou seu trabalho apostólico.

## Morte e Canonização

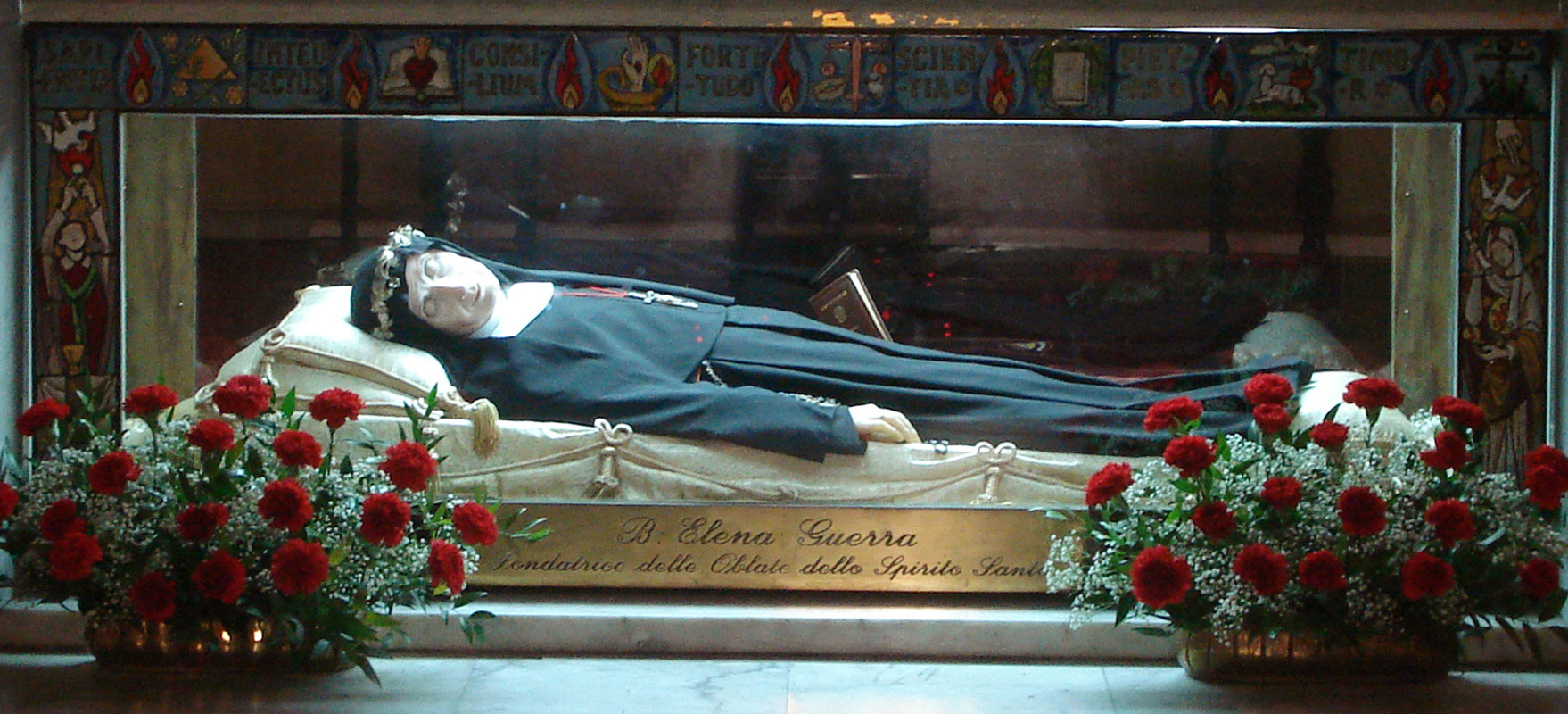
Altar com as relíquias de Santa Elena Guerra na Igreja de Santo Agostino, em Lucca

Ela morreu poucos anos depois e seu corpo foi enterrado em Lucca, na Igreja de Santo Agostinho.
Ela foi beatificada em 1959 pelo Papa João XXIII, com o título de "apóstola do Espírito Santo".
No dia 13 de abril de 2024, o Papa Francisco reconheceu um milagre atribuído a sua intercessão. No dia 20 de outubro, Elena Guerra foi canonizada pelo mesmo pontífice.